# Пятилетка (Брянская область)
Пятилетка — посёлок в Брянском районе Брянской области, в составе Свенского сельского поселения. Расположен в 4 км к северо-западу от посёлка Свень, в 5 км к юго-востоку от деревни Добрунь. Население — 751 человек (2010).
Имеется железнодорожная платформа (18 км) на линии Брянск—Гомель.
Возник в 1920-е годы (первоначальные названия — Добрунские Выселки, Застава). С 1963 года был причислен к Свенскому поссовету, а с 1970-х гг. по 2007 год — включён в состав пгт Свень.